# Gouverneur de la province du Brabant wallon
Le Gouverneur de la province du Brabant wallon ou Gouverneur du Brabant wallon est le Commissaire des Gouvernements régional, communautaire et fédéral dans le Brabant wallon.
Il assiste aux séances du conseil provincial devant lequel il peut prendre la parole.

## Histoire
La province du Brabant wallon est née de la scission de l'ancienne province de Brabant, la mise en œuvre de cette scission a été opérée par un accord de coopération signé le 30 mai 1993 entre l'État fédéral, les trois régions et les communautés française et flamande.
La naissance officielle de la province du Brabant wallon est consacrée le 1er janvier 1995, Valmy Féaux est alors nommé gouverneur.

## Nomination
Le gouverneur est nommé par le Roi des Belges sur proposition du gouvernement fédéral. Le processus de nomination comprend généralement une sélection basée sur des critères tels que l'expérience administrative, la compétence professionnelle et la connaissance de la région concernée. Une fois choisi, le gouverneur est officiellement nommé par le Roi et prend ses fonctions dans la province désignée.

## Rôle
Le gouverneur du Brabant wallon est le représentant de l'État belge dans la province du Brabant wallon. Son rôle principal est de veiller à ce que les lois et les décrets nationaux et régionaux soient appliqués dans la province. Il est également chargé de coordonner les activités des différentes administrations provinciales et locales, ainsi que de représenter l'État lors d'événements officiel. Le gouverneur joue un rôle important dans la gestion des situations d'urgence et de crise, telles que les catastrophes naturelles ou les situations de sécurité publique. En tant que tel, le gouverneur exerce des fonctions à la fois administratives et représentatives dans la province.

## Pouvoirs du gouverneur
Le gouverneur du Brabant wallon dispose de plusieurs pouvoirs et responsabilités, notamment :
Exécution des lois et des décrets : Le gouverneur veille à ce que les lois nationales et régionales soient appliquées dans la province du Brabant wallon.
Coordination administrative : Il coordonne les activités des différentes administrations provinciales et locales afin de garantir une gestion efficace des affaires publiques.
Représentation de l'État : Le gouverneur représente l'État belge dans la province lors d'événements officiels et de cérémonies.
Sécurité publique : Il est chargé de maintenir l'ordre public et la sécurité dans la province, en coopération avec les autorités locales et les forces de l'ordre.
Supervision des élections : Il supervise l'organisation des élections provinciales et communales dans sa province.
Contrôle budgétaire : Le gouverneur contrôle l'exécution des budgets des provinces et des communes de sa province